# Fédération nationale des étudiants de France
 (novembre 2012).
Si vous disposez d'ouvrages ou d'articles de référence ou si vous connaissez des sites web de qualité traitant du thème abordé ici, merci de compléter l'article en donnant les références utiles à sa vérifiabilité et en les liant à la section « Notes et références ».
Ne doit pas être confondu avec Fédération des étudiants nationalistes.
La Fédération nationale des étudiants de France (FNEF) est une scission de l'UNEF créée en 1962.

## Les raisons de la scission: corporatisme vs syndicalisme et guerre d'Algérie
Les fondateurs de la FNEF font scission pour fonder un mouvement qui respecte leur lecture de la Charte de Grenoble, à savoir celle d'une organisation purement corporatiste refusant de s'engager dans le champ politique en dehors des débats universitaires.
Les fondateurs de la FNEF constituaient la direction de la « grande UNEF » des années 1950, avant le renversement de 1956 qui porte à la tête de l'organisation les syndicalistes opposés à la guerre d'Algérie, jusqu'alors minoritaires (dits minos), les chrétiens progressistes François Borella, Pierre-Yves Cossé, Robert Chapuis et Michel de La Fournière, de la JEC. La naissance de la FNEF constitue la seconde grande scission de l'UNEF après l'éphémère scission du Mouvement des étudiants de France (1957) qu'elle entérine.
L'union nationale des étudiants en médecine de France est créée le 8 avril 1961 à Montpellier et devient Fédération Nationale des Étudiants de France (FNEF) subventionnée par le Gouvernement au détriment de l'UNEF.

## Une organisation proche de la droite et du centre
La FNEF se déclare apolitique, mais l'organisation entretiendra en réalité tout au long de son existence des relations avec le centre et la droite, modérée ou plus radicale selon les époques.[réf. nécessaire]
À ses tout débuts, la FNEF comprend en son sein de nombreux partisans de l'Algérie française qui refusaient les prises de position des minos qui avaient pris position pour l'autodétermination de l'Algérie (dont sont issus des personnalités comme Jean Auguy ou bien Bernard Antony). Ils vont cependant s'éloigner peu à peu pour rejoindre des organisations plus droitières comme la Fédération des étudiants nationalistes. La FNEF va ainsi rapidement se recentrer pour devenir un interlocuteur modéré du pouvoir gaulliste en place. Elle essaye pendant toute son existence de rallier à elle l'ensemble des anciens majos encore présents dans l'UNEF (ce qui fut le cas jusqu'à la scission de 1971), ou indépendants d'elle mais pas fédérés entre eux.
La Fédération nationale regroupait les Fédérations locales, les Unions Nationales par discipline, l'Union Nationale des Étudiants Locataires (U.N.E.L.), en ville et en résidence universitaire, et l'Union Nationale des Étudiants Salariés (U.N.E.S.). Elle était régie par la Charte d'Angers. Elle pratiquait la cogestion des œuvres et des établissements d'enseignement universitaires, la coopération avec des syndicats de salariés et d'enseignants et des associations apolitiques, ainsi que la gestion directe de services : journal, imprimerie, logement, emploi, achats groupé, culture et loisirs.
Son monopole sur la représentation des étudiants de centre-droit fut cependant ébranlé par Mai 68, période où se créent de nombreux mouvements centristes, dont ne survivra que le CLERU (Comité de liaison des étudiants pour la rénovation universitaire), ainsi que la droite universitaire qui se retrouve dans l’Union nationale inter-universitaire (UNI).
Elle décide par la suite de fusionner avec le Comité de liaison des étudiants de France (CLEF, autre regroupement d'associations non-partisanes) créé en 1975 (à ne pas confondre avec le CELF), pour créer la Confédération nationale des étudiants de France (CNEF) qui disparaît progressivement au cours des années 1980 et ne survit plus aujourd'hui que par sa représentation au sein de la Commission Armées-Jeunesse.

## Cadres de la FNEF les plus connus
- Bernard Antony (Toulouse) ;
- Jean Auguy (Poitiers) ;
- Raoul Aureille (Grenoble) ;
- Jacques Bompard (Montpellier)[2] ;
- Patrick Buisson (Nanterre)[3] ;
- Bruno d'Alençon ;
- Pierre Alzon (Rouen) ;
- Gilbert Amoretti (Grenoble) ;
- Jean-Marie Beaupuy (Angers) ;
- Xavier de Beaurepaire (Rouen) ;
- Jean-Louis Bergeal (Paris) ;
- Paul-Georges Dallet ;
- Éric Duhuy (Paris) ;
- Gérard-François Dumont (Poitiers) ;
- Alain Gest (Amiens) ;
- Claude Goasguen (Paris) ;
- Bruno Gollnisch (Nanterre)[3] ;
- Georges-Henri Gourrier ;
- Thierry Granger (Paris) ;
- Jean-Luc Gréau (Montpellier) ;
- Jean-Jacques Guillet (Paris) ;
- Michel Lemaître (Clermont-Ferrand) ;
- Rémy Leprettre (Paris) ;
- Bernard Lherminé ;
- Patrick Liban (Paris) ;
- Jean-Marie Llapasset (Montpellier) ;
- Jean-Luc Liabeuf ;
- Bernard Lugan (Nanterre) ;
- Stéphane Mantion ;
- Georges Molins-Ysal (Toulouse) ;
- Jean Omnès (Toulouse) ;
- Didier Patte (Rouen) ;
- Fernand Richon (Grenoble) ;
- Louis Ros (Orsay) ;
- Yves Pozzo di Borgo (Montpellier) ;
- Dominique de Préville (Rouen) ;
- Yvan Schmidt (Paris) ;
- Marie-France Stirbois (Nanterre)[3] ;
- Jean-Claude Valla (Lyon) ;
- Jean-François Verdon (Rouen) ;
- Marc Vittet (Rouen) ;
- Philippe Woodland (Rouen).

## Présidents
- Jean-Luc Gréau[Quand ?]